# Trying to Get Arrested
Trying to Get Arrested er en amerikansk stumfilm fra 1909 af D. W. Griffith.

## Medvirkende
- John R. Cumpson
- Anita Hendrie
- Florence Lawrence
- Charles Inslee
- Owen Moore